# Ковалихинская улица
Ковалихинская улица, в просторечии «Ковалиха» — улица в восточной части исторического центра Нижнего Новгорода. Название связано с тем, что в этом месте селились кузнецы.
Ковалихинская улица проходит от Варварской до улицы Белинского по дну Ковалихинского оврага. Ковалихой также называли речку, некогда текшую из Звездинского оврага на месте Алексеевской улицы, Чёрного пруда и Ковалихинской улицы. В настоящее время речка заключена в коллектор.
Рядом с автозаправкой на Ковалихинской улице начинается подземный ход, проходящий под площадью Сенной и выходящий к Волге под трамплином.
Д. 33 — усадьба Кашириных, где в 1868 году родился Максим Горький.

## История

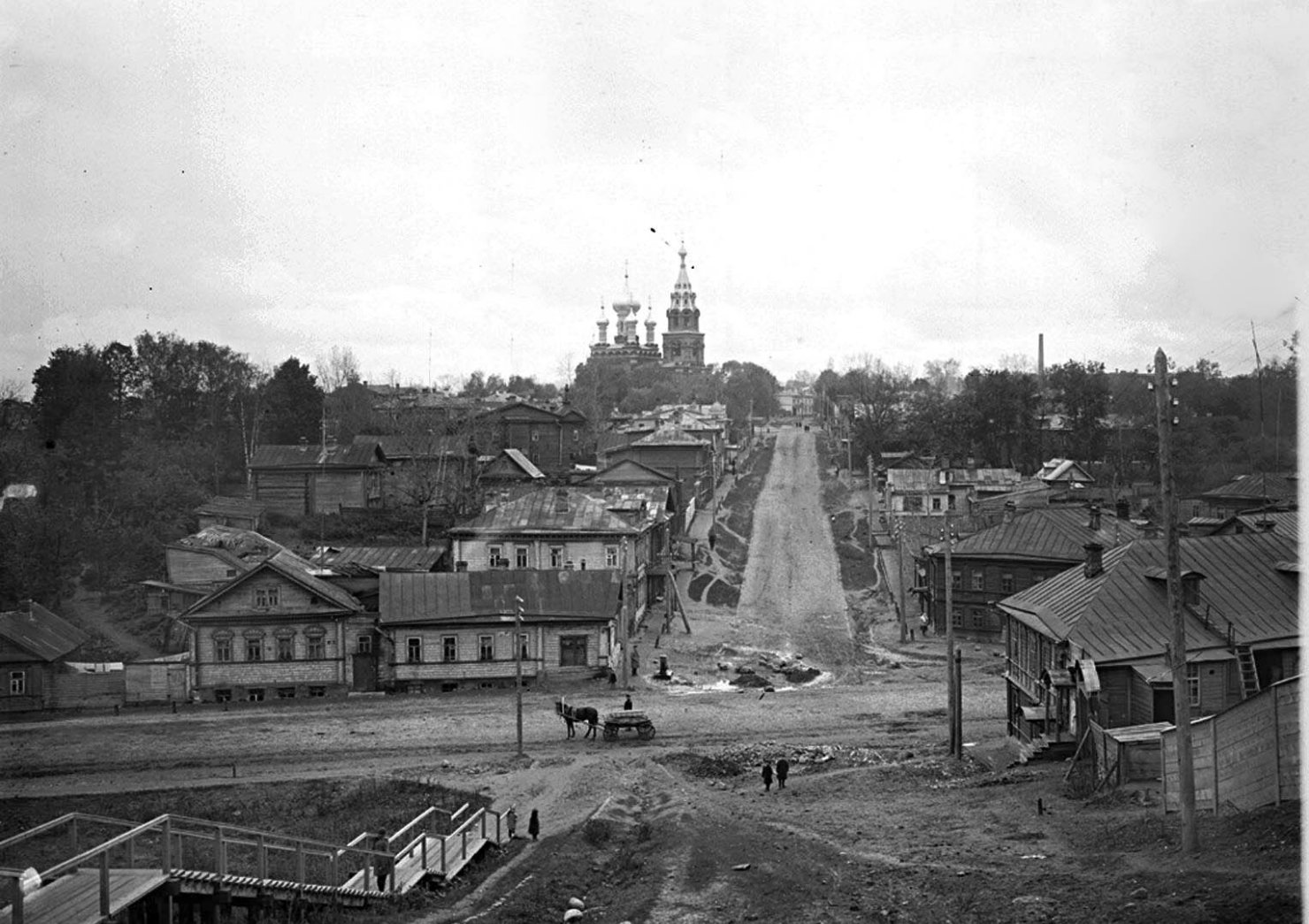
Пересечение Спасской (Трудовой) и Ковалихинской улиц. Нач. XX века

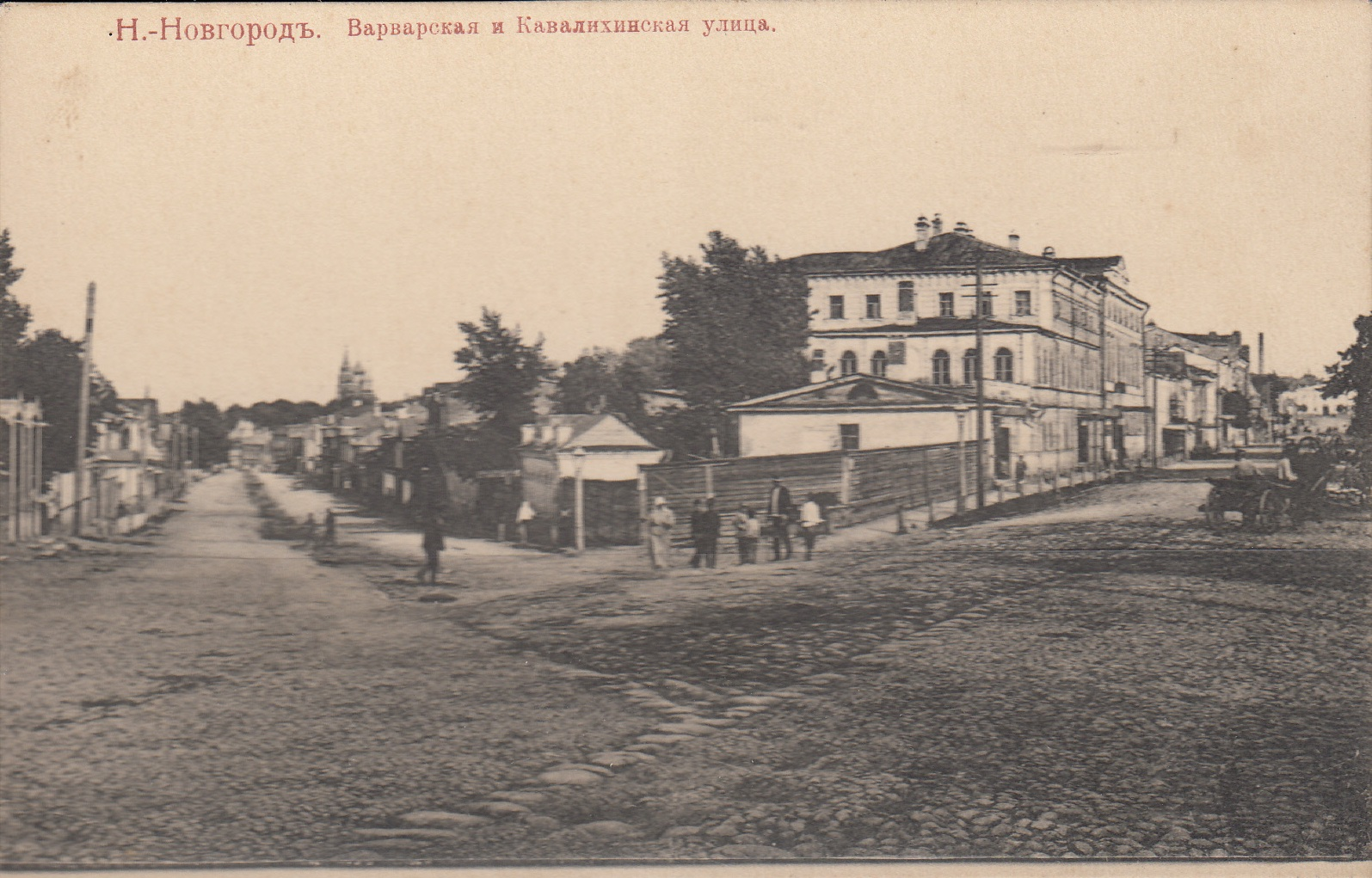
Варваская и Кавахинская улицы

В XVI — XVII веках по бровке Ковалихинского оврага проходили городские укрепления, а само название Ковалихинский овраг было известно уже к XVII веку, и тогда же отдельные более ровные терраски вдоль оврага застраивались посадскими дворами. Писцовая книга 1621—1622 годов упоминает большую дорогу от Печёрских до Варварских ворот, параллельную речке Ковалихе и иные проезжие и жилые места у берега реки, последние принадлежали разным категориям посадских людей и часто имели сады и огороды.
В городскую застройку территория влилась в XVIII веке. Ковалихинская улица прокладывалась в прямых линиях уже в XIX веке, в несколько этапов. Названа по имени речки Ковалихе. Первая попытка проложить по дну оврага улицу была предпринята в 1804 году под руководством архитектора Я. Николауса. Вторая — в соответствии с городским планом А. А. Бетанкура и В. И. Гесте от 1823—1824 годов. В обоих случаях предпринятые меры ограничились возведением отдельных домов.
В 1836 году во время приезда в Нижний Новгород, император Николай I личным распоряжением приказал «сделать проезд по Ковалихе», устроить в его конце прямую площадь и пробить от неё прямую улицу к тюремному острогу (на месте этой прямоугольной Ковалихинской площади сегодня разбит сквер). Крупные нивелировочные и гидротехнические работы были проведены инженером А. И. Дельвигом в 1846—1848 годах. Пруд на пересечении Мартыновской и Ковалихинской улиц был засыпан. Речку Ковалиху заключили в каменный коллектор и пропустили под полотном улицы Варварской. После геологических работ инженера В. Стремухова трассировка Ковалихинской улицы была уточнена и приобрела существующие в старой застройке границы.

## Историческая застройка
Современная историческая застройка улицы начала формироваться в первой четверти XIX века. В основном она была деревянной и каменно-деревянной. Городские усадьбы выходили главными фасадами на красную линию улицы, а в глубине участков имелись деревянные постройки хозяйственного назначения. Практически вся историческая застройка улицы была уничтожена в период 1960-х — 2010-х годов. Сохранилось несколько исторических зданий:
- Усадьба Кашириных
- Флигель усадьбы Ф. А. Шмелёва
- Деревянный дом № 16
- Дом П. Рычковой
- Дом А. В. Савиновой — Н. Е. Веренинова
- Ковалихинские бани
- Деревянные дома №№ 90, 95, 100

Среди известных утраченных зданий:
- Деревянный жилой дом № 4 (снесён в 2006 году)
- Дом М. Денисовой № 6 (снесён в 2006 году)
- Деревянные жилые дома № 10—12 (снесены в 2020 году)
- Деревянный жилой дом № 31 (примыкал к усадьбе Кашириных)
- Деревянный на каменном этаже флигель и службы асессорши Александры Яковлевны Соколовой № 22 (1864 год постройки)
- Деревянный дом и флигель Люминарского — Александры Годневой № 24